# Бульвар Академика Ландау
Бульвар Акаде́мика Ланда́у — бульвар в Северном районе Северо-Восточного административного округа города Москвы, названный в честь советского физика Льва Ландау (1908—1968). Пролегает параллельно Челобитьевскому шоссе вдоль жилого микрорайона. Протяжённость бульвара составляет около 800 м.

## Происхождение названия

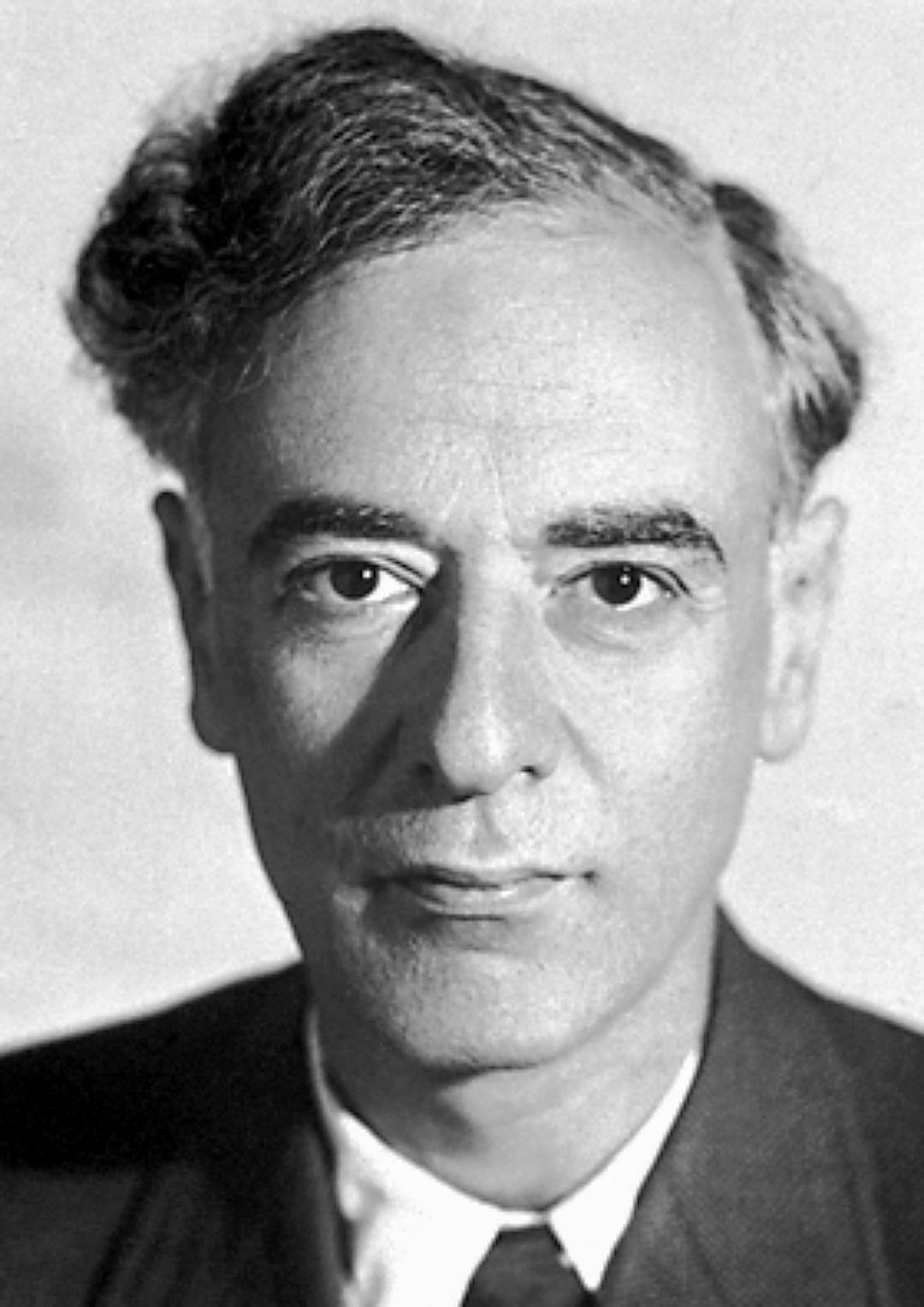
Лев Давидович Ландау. 1962 год

Проектируемый проезд № 241 получил название бульвар Академика Ландау в августе 2016 года в честь советского ученого, лауреата Нобелевской премии по физике Льва Ландау (1908—1968) — одного из основателей Московского физико-технического института (МФТИ), технопарк которого расположен неподалёку от бульвара.

## Описание
Бульвар проходит от Дмитровского шоссе с запада на восток вдоль строящегося микрорайона. В восточной части к бульвару примыкает Старомарковский проезд. По обеим сторонам бульвара расположены дома строящегося жилого микрорайона. Территория коттеджных посёлков, частью которых эти дома являются, граничит с парковой зоной, включающей Нижний пруд. Также рядом с бульваром находится Старо-Марковское кладбище.

## Общественный транспорт
Ближайшая станция метро —  Физтех.
Общественный транспорт на бульваре полностью отсутствует.